# Полунин, Алексей Иванович (токарь)
Алексей Иванович Полунин (08.04.1937 г., д. Малиново Краснозоренского р-на Орловской области — 30.04.1989, Москва) — токарь, специалист в области изготовления регистрирующей аппаратуры для физических измерений.
В 1954—1959 гг. — токарь на заводе № 500 (п/я 75). В 1959—1966 гг. — токарь Специального конструкторского бюро Института органической химии АН СССР.
В 1966—1969 гг. — слесарь механосборочных работ ВНИИ оптико-физических измерений.
В 1969—1989 гг. токарь 7 разряда, токарь-бригадир 8 разряда НИИИТ (ВНИИА).
Лауреат Государственной премии СССР 1984 г. — за изготовление аппаратуры для разработки специальной технологии проведения ядерных экспериментов.
Награды: орден Трудового Красного Знамени (1974), медаль «За доблестный труд. В ознаменование 100-летия со дня рождения В. И. Ленина».